# Sergio Zavoli
Sergio Zavoli (Ravena, 21 de septiembre de 1923 - Roma, 4 de agosto de 2020)  fue un periodista, poeta, ensayista y senador italiano. Presidente de la RAI (1980-1986).

## Biografía
Comenzó su carrera periodística en 1947, en la RAI, donde supo mantener una información clásica junto a cierta innovación. El programa "El juicio de la etapa" supuso la primera tertulia in situ y en directo sobre lo acontecido en la etapa de ese día en el Giro de Italia. Allí Zavoli contempló a Eddy Merckx negando entre lágrimas su dopaje pese a la evidencia de la prueva realizada.
En los años cincuenta, realizó un programa dentro de la clausura de carmelitas descalzas. El interés suscitado por los testimonios de las monjas hizo que el programa fuera traducido a seis idiomas.
Su paso por la dirección de la RAI (1980-1986) fue según diria "una ocasión histórica perdida" al no haber sabido aprovechar la llegada de las televisiones privadas en Italia para hacer programas de calidad en la televisión pública. Después de abandonar la dirección de la Corporación de radio televisión, se reincorporó a los informativos de la misma cadena. Realizó un viaje a Chernobil, un año después del accidente, para hacer un reportaje que no llegó a emitirse a causa de un grave accidente automovilistici en Ucrania. Durante su convalecencia estrechó su amistad con Federico Fellini, llegando a pronunciar la elegía fúnebre del cineasta italiano. Posteriormente hizo el guion del documental In morte di Federico Fellini.

### Vida privada
En 2014 falleció su primera esposa, Rosalba, de la que llevaba un tiempo separado y con quien había tenido a su hija Valentina. En 2017, con casi 94 años, se casó con Alessandra Chello, una colega del diario Il Mattino (un periódico que dirigió hacia 1993), 42 años más joven que él.
En un plano más personal, trató de conciliar sus ideas políticas de izquierda con su fe católica. Su primer libro, publicado en 1981, premio Bancarella, lleva por título "El socialista de Dios".
Posteriormente fue senador, y presidió la comisión parlamentaria encargada de supervisar a la RAI.
Falleció el 4 de agosto de 2020.